# Зборовский, Эдуард Иосифович
 Эдуард Иосифович Зборовский (род. 1 января 1938, Лиховня, Мозырский округ) — советский, белорусский преподаватель, доктор медицинских наук профессор кардиологии. Автор работ по профилактической кардиологии, реабилитологии и медико-социальной защите личности, в том числе 8 монографий, ряда брошюр, 8 изобретений, часть совместно с сотрудниками БГУ.

## Биография
Родился 1 января 1938 г. в д. Лиховня Наровлянского района современной Гомельской области. Окончил с отличием лечебный факультет Минского государственного медицинского института (ныне Белорусский государственный медицинский университет) в 1967 году. После выпуска десять лет проработал в МГМИ. Сначала в качестве младшего научного сотрудника, затем врача-кардиолога и, наконец, научного сотрудника кафедры факультетской терапии МГМИ. В 1971 году стал старшим научным сотрудником, заведующим научно-исследовательской лабораторией кибернетических методов диагностики и биоуправления МГМИ, на базе которой в 1977 им было организовано первое в Белоруссии учреждение по профилактике сердечно-сосудистых заболеваний (БелНИИ кардиологии). В 1972 г. успешно защитил звание кандидата наук с диссертацией на тему: «Методические аспекты оценки упругих свойств артериальных сосудов при гипертонической болезни и атеросклерозе», а в 1984 г. — звание доктора медицинских наук с диссертацией на тему: «Распространенность и методические аспекты первичной профилактики ишемической болезни сердца в популяции мужчин с учетом индивидуальных (конституциональных) особенностей организма». В 1986—1998 гг. занимал пост директора БелНИИ экспертизы трудоспособности и организации труда инвалидов (БелНИИЭТИ, ныне Республиканский научно-практический центр медицинской экспертизы и реабилитации). Руководил Республиканскими научно-техническими программами по реабилитации инвалидов в 1991—1998 гг. С 1999 г. является профессором Государственного института управления и социальных технологий (ГИУСТ) БГУ. В том же году им была организована и возглавлена кафедра социальной работы ГИУСТ БГУ.

## Семья
Со своей будущей супругой — Людмилой Степановной познакомился во время учёбы в МГМИ, на первом курсе. Будучи студентами, они проводили эксперименты по исследованию желудочного сока. Позже, отговорив её поступать в аспирантуру, заложил основу крепкой семьи медицинских сотрудников. Дети и некоторые внуки Зборовских заняты в сфере медицины: сын Константин — заведующий кафедрой реабилитологии Государственного института управления и социальных технологий БГУ, дочь Татьяна — работает офтальмологом, внук Дмитрий трудится в РНПЦ детской онкологии, гематологии и иммунологии.

## Научная деятельность
Работа профессора направлена на профилактику и предупреждение сердечно-сосудистых и других неинфекционных заболеваний, дефектов здоровья, тяжести инвалидности, развитие технологий медицинской и социальной защиты лиц, ведущих общественно ограниченный образ жизни вследствие врожденных дефектов, перенесенных заболеваний и травм. Под его научным руководством разработана и выполнена первая в республике научно-техническая программа для поддержки таких людей — «Реабилитация» (1991—1995), проведён контроль состояния здоровья механизаторов родного района в первые несколько лет после аварии на ЧАЭС.

## Научные интересы
- Медико-социальная профилактика сердечно-сосудистых и других неинфекционных заболеваний
- Инвалидность в обществе
- Общественная защита людей с ограничениями жизнедеятельности и социальной недостаточностью
- Социальные определители здоровья, факторы риска заболеваний в практике общественной работы
- Влияние конституции и темперамента человека на его здоровье
- Генеалогия в качестве стратегии социальной защиты

## Преподаваемые дисциплины
- Введение в специальность
- Медико-социальные основы здоровья
- Этика социальной работы

## Общественная деятельность
Является главным специалистом Министерства здравоохранения Республики Беларусь по Общенациональной программе интегрированной профилактики неинфекционных заболеваний (СИНДИ), координируемой ВОЗ. Будучи назначенным на пост директора НИИ экспертизы трудоспособности и организации труда инвалидов прилагал все усилия к переосмыслению практики реабилитации, чтобы вложить в это понятие не только лечение, но и помощь людям с ограниченными возможностями с интеграцией в общество и поиском рабочего места. Инициировал и участвовал в разработке первых республиканских законов о социальной защите инвалидов (приняты в 1991 г. и 1994 г.) и государственной программы Белоруссии по их реализации. Разработал стратегию медико-социальной защиты населения, сделав её базой ориентиры христианской морали, генеалогию, социовитологию. Результаты работы были изложены им в цикле работ «Этика здоровья». Является членом Межведомственного совета по проблемам инвалидов при Совете Министров Республики Беларусь, председателем Межгосударственного координационного совета по профилактике неинфекционных заболеваний при Совете по сотрудничеству в области здравоохранения СНГ, членом Белорусской ассоциации социальных работников.

## Основные публикации
- Зборовский Э. И., Г. И. Сидоренко Как уберечь себя от гипертонической болезни Минск, 1989
- Зборовский Э. И., Гракович А. А., Козлов И. Д., Апанасевич В. В. Возможности оценки и снижения риска неинфекционных заболеваний Минск, 2000